# Les Ayvelles

Les Ayvelles este o comună în departamentul Ardennes din nordul Franței. În 1 ianuarie 2022 avea o populație de 859 de locuitori.